# Harasîmivka, Pokrovske
Harasîmivka (în ucraineană Гарасимівка) este un sat în comuna Andriivka din raionul Pokrovske, regiunea Dnipropetrovsk, Ucraina.

## Demografie
Componența lingvistică a localității Harasîmivka
     Ucraineană (93,75%)
     Rusă (6,25%)
Conform recensământului din 2001, majoritatea populației localității Harasîmivka era vorbitoare de ucraineană (93,75%), existând în minoritate și vorbitori de rusă (6,25%).